# Zuid-Korea op de Olympische Spelen
Zuid-Korea is een van de landen die deelneemt aan de Olympische Spelen. Zuid-Korea debuteerde op de Winterspelen van 1948. In datzelfde jaar kwam het voor het eerst uit op de Zomerspelen.
In 2022 nam Zuid-Korea voor de negentiende keer deel aan de Winterspelen, in 2024 voor de negentiende keer aan de Zomerspelen. Het is een van de 44 landen die zowel op de Winter- als de Zomerspelen een medaille haalde, 395 (142-128-125) in totaal.

## Medailles en deelnames
De tabel geeft een overzicht van de jaren waarin werd deelgenomen, het aantal gewonnen medailles en de eventuele plaats in het medailleklassement.
| Zomerspelen | Zomerspelen | Zomerspelen | Zomerspelen | Zomerspelen | Zomerspelen |        | Winterspelen | Winterspelen | Winterspelen | Winterspelen | Winterspelen | Winterspelen |
| Jaar        | Goud        | Zilver      | Brons       | Totaal      | Rang        | Jaar   | Goud         | Zilver       | Brons        | Totaal       | Rang         |              |
| 1948        | 0           | 0           | 2           | 2           | 32          | 1948   | 0            | 0            | 0            | 0            | -            |              |
| 1952        | 0           | 0           | 2           | 2           | 37          | 1952   | -            | -            | -            | -            | -            |              |
| 1956        | 0           | 1           | 1           | 2           | 29          | 1956   | 0            | 0            | 0            | 0            | -            |              |
| 1960        | 0           | 0           | 0           | 0           | -           | 1960   | 0            | 0            | 0            | 0            | -            |              |
| 1964        | 0           | 2           | 1           | 3           | 27          | 1964   | 0            | 0            | 0            | 0            | -            |              |
| 1968        | 0           | 1           | 1           | 2           | 36          | 1968   | 0            | 0            | 0            | 0            | -            |              |
| 1972        | 0           | 1           | 0           | 1           | 33          | 1972   | 0            | 0            | 0            | 0            | -            |              |
| 1976        | 1           | 1           | 4           | 6           | 19          | 1976   | 0            | 0            | 0            | 0            | -            |              |
| 1980        | -           | -           | -           | -           | -           | 1980   | 0            | 0            | 0            | 0            | -            |              |
| 1984        | 6           | 6           | 7           | 19          | 10          | 1984   | 0            | 0            | 0            | 0            | -            |              |
| 1988        | 12          | 10          | 11          | 33          | 4           | 1988   | 0            | 0            | 0            | 0            | -            |              |
| 1992        | 12          | 5           | 12          | 29          | 7           | 1992   | 2            | 1            | 1            | 4            | 10           |              |
| 1996        | 7           | 15          | 5           | 27          | 10          | 1994   | 4            | 1            | 1            | 6            | 6            |              |
| 2000        | 8           | 10          | 10          | 28          | 12          | 1998   | 3            | 1            | 2            | 6            | 9            |              |
| 2004        | 9           | 12          | 9           | 30          | 9           | 2002   | 2            | 2            | 0            | 4            | 14           |              |
| 2008        | 13          | 10          | 8           | 31          | 7           | 2006   | 6            | 3            | 2            | 11           | 7            |              |
| 2012        | 13          | 8           | 7           | 28          | 5           | 2010   | 6            | 6            | 2            | 14           | 5            |              |
| 2016        | 9           | 3           | 9           | 21          | 8           | 2014   | 3            | 3            | 2            | 8            | 13           |              |
| 2020        | 6           | 4           | 10          | 20          | 16          | 2018   | 5            | 8            | 4            | 17           | 7            |              |
| 2024        | 13          | 9           | 10          | 32          | 8           | 2022   | 2            | 5            | 2            | 9            | 14           |              |
| Totaal      | 109         | 98          | 109         | 316         |             | Totaal | 33           | 30           | 16           | 79           |              |              |
| Tot. Z+W    | 142         | 128         | 125         | 395         |             |        |              |              |              |              |              |              |

Afghanistan · Albanië · Algerije · Amerikaans-Samoa · Amerikaanse Maagdeneilanden · Andorra · Angola · Antigua en Barbuda · Argentinië · Armenië · Aruba · Australië · Azerbeidzjan · Bahama's · Bahrein · Bangladesh · Barbados · België · Belize · Benin · Bermuda · Bhutan · Bolivia · Bosnië en Herzegovina · Botswana · Brazilië · Britse Maagdeneilanden · Brunei · Bulgarije · Burkina Faso · Burundi · Cambodja · Canada · Centraal-Afrikaanse Republiek · Chili · China · Chinees Taipei · Colombia · Comoren · Congo-Brazzaville · Congo-Kinshasa · Cookeilanden · Costa Rica · Cuba · Cyprus · Denemarken · Djibouti · Dominica · Dominicaanse Republiek · Duitsland · Ecuador · Egypte · El Salvador · Equatoriaal-Guinea · Eritrea · Estland · Ethiopië · Fiji · Filipijnen · Finland · Frankrijk · Gabon · Gambia · Georgië · Ghana · Grenada · Griekenland · Groot-Brittannië · Guam · Guatemala · Guinee · Guinee-Bissau · Guyana · Haïti · Honduras · Hongarije · Hongkong · Ierland · IJsland · India · Indonesië · Irak · Iran · Israël · Italië · Ivoorkust · Jamaica · Japan · Jemen · Jordanië · Kaaimaneilanden · Kaapverdië · Kameroen · Kazachstan · Kenia · Kirgizië · Kiribati · Koeweit · Kosovo · Kroatië · Laos · Lesotho · Letland · Libanon · Liberia · Libië · Liechtenstein · Litouwen · Luxemburg · Madagaskar · Malawi · Malediven · Maleisië · Mali · Malta · Marokko · Marshalleilanden · Mauritanië · Mauritius · Mexico · Micronesië · Moldavië · Monaco · Mongolië · Montenegro · Mozambique · Myanmar · Namibië · Nauru · Nederland · Nepal · Nicaragua · Nieuw-Zeeland · Niger · Nigeria · Noord-Korea · Noord-Macedonië · Noorwegen · Oeganda · Oekraïne · Oezbekistan · Oman · Oost-Timor · Oostenrijk · Pakistan · Palau · Palestina · Panama · Papoea-Nieuw-Guinea · Paraguay · Peru · Polen · Portugal · Puerto Rico · Qatar · Roemenië · Rusland · Rwanda · Saint Kitts en Nevis · Saint Lucia · Saint Vincent en de Grenadines · Salomonseilanden · Samoa · San Marino · Saoedi-Arabië · Sao Tomé en Principe · Senegal · Servië · Seychellen · Sierra Leone · Singapore · Slovenië · Slowakije · Somalië · Spanje · Sri Lanka · Soedan · Suriname · Swaziland · Syrië · Tadzjikistan · Tanzania · Thailand · Togo · Tonga · Trinidad en Tobago · Tsjaad · Tsjechië · Tunesië · Turkije · Turkmenistan · Tuvalu · Uruguay · Vanuatu · Venezuela · Verenigde Arabische Emiraten · Verenigde Staten · Vietnam · Wit-Rusland · Zambia · Zimbabwe · Zuid-Afrika · Zuid-Korea · Zuid-Soedan · Zweden · Zwitserland
Historische landen: Bohemen · Bondsrepubliek Duitsland · Brits-Indië · Duitse Democratische Republiek · Joegoslavië · Malaya · Nederlandse Antillen · Noord-Borneo · Noord-Jemen · Saarland · Servië en Montenegro · Sovjet-Unie · Tsjecho-Slowakije · West-Indische Federatie · Zuid-Jemen
Bijzondere deelnames: Onafhankelijke olympische atleten · Vluchtelingenteam 
 Australazië · Duits Eenheidsteam · Gemengd team · Gezamenlijk Team